# Paolo Maldini
Paolo Cesare Maldini (Milà, Província de Milà, Itàlia, 26 de juny de 1968) és un exfutbolista italià que jugava com a lateral esquerre i de defensa central, a l'AC Milan de la Serie A d'Itàlia. Fill de l'exjugador i entrenador Cesare Maldini, va passar la seua carrera sencera amb l'AC Milan. De fet, és el jugador que més cops ha vestit la samarreta rossonera i el que més partits ha disputat a la Serie A italiana. És una de les grans llegendes del futbol italià: va debutar amb el primer equip "rossonero" l'any 1985 i s'hi va mantenir fins al 2009, quan va penjar les botes. Amb 25 temporades al club de la seva vida, Maldini va jugar 933 partits i va aixecar un total de 26 títols amb el Milan.
A la seua llarga trajectòria Maldini compta amb un extens palmarès: va guanyar amb el Milà set Scudettos, una Copa i cinc Supercopes a nivell local i cinc Copes d'Europa, cinc Supercopes d'Europa, dues Copes Intercontinentals i un Mundial de Clubs a nivell internacional. Amb la selecció nacional va disputar un total de 126 partits -en 74 dels quals isqué amb el braçalet de capità- i va formar part dels conjunts que disputaren les Copes Mundials d'Itàlia 1990 –tercer-, Estats Units d'Amèrica 1994 –subcampió-, França 1998 –eliminat en quarts de final- i Corea–Japó 2002 –octaus de final-; a més a més de jugar diverses voltes l'Eurocopa amb l'esquadra italiana.

## Carrera

### Club
Ha dedicat tota la seva carrera a l'equip que l'ha vist créixer i madurar com a persona i com a professional, l'AC Milan, en el qual ha fet de lateral esquerre i defensa central.
Va jugar 647 partits a la Serie A, rècord absolut, amb 29 gols. La xifra històrica dels 600 partits la va aconseguir al partit Catania-AC Milan el 13 de maig de 2007 (1-1), que, contant també la classificació per la UEFA de 1987 jugada contra el UC Sampdoria a Torí, és el seu partit número 601 amb la samarreta del Milan.
També posseeix dos rècords més: presència absoluta de temporades a Serie A amb el mateix equip, 25 temporades consecutives; golejador més ràpid en una final de la Lliga de Campions (52’’ contra el Liverpool FC el 2005). Juntament amb Paco Gento, és l'únic jugador que ha disputat 8 finals de la Champions League guanyant-ne 5 (contra les 6 de Gento).
Va debutar a la Serie A amb Nils Liedholm el 20 de gener de 1985, amb encara 17 anys, en un partit contra l'Udinese Calcio (acabat 1-1, substituint a Sergio Battistini.
A la temporada 2005/2006 va fer un doblet contra la Reggina al campionat de Serie A; la primera i única vegada que ho va aconseguir en la seva llarga carrera.
Es va retirar en finalitzar la temporada 2008-09 de la Sèrie A. El 2009 fou guardonat amb el premi Marca Leyenda.

### Internacional
Es va retirar de la selecció italiana després de la Copa del Món de Futbol 2002. Amb la samarreta azzurra ha disputat 126 partits (rècord absolut), signant 7 gols. Posseeix també un altre rècord, el del nombre de partits com a capità: 74.
Amb la selecció va disputar els Europeus de 1988 (eliminats a les semifinals contra l'URSS, 4 presències en 4 partits disputats), el Mundial de 1990 (tercer lloc, 7 presències en 7 partits disputats), el Mundial de 1994 (segon lloc, perduda la final contra Brasil després dels penals, 7 presències en 7 partits disputats), els Europeus de 1996 (eliminats a la primera ronda, 3 presències en 3 partits disputats), el Mundial de 1998 (eliminats als quarts de final contra França després de 5 presències en 5 partits disputats), els Europeus del 2000 (segona posició, perduda la final contra França després de la pròrroga, 6 presències en 6 partits disputats) i el Mundial de 2002 (eliminats als vuitens de final contra Corea del Sud després de la pròrroga amb 4 presències en 4 partits disputats).

## Estadístiques
| Temporada | Club     | Lliga   | Lliga   | Lliga | Europa  | Europa | Total   | Total |
| --------- | -------- | ------- | ------- | ----- | ------- | ------ | ------- | ----- |
| Temporada | Club     | Lliga   | Partits | Gols  | Partits | Gols   | Partits | Gols  |
| 1984-85   | AC Milan | Serie A | 1       | 0     | -       | -      | 1       | 0     |
| 1985-86   | AC Milan | Serie A | 27      | 0     | 6       | 0      | 33      | 0     |
| 1986-87   | AC Milan | Serie A | 29      | 1     | -       | -      | 29      | 1     |
| 1987-88   | AC Milan | Serie A | 26      | 2     | 2       | 0      | 28      | 2     |
| 1988-89   | AC Milan | Serie A | 26      | 0     | 7       | 0      | 33      | 0     |
| 1989-90   | AC Milan | Serie A | 30      | 1     | 8       | 0      | 38      | 1     |
| 1990-91   | AC Milan | Serie A | 26      | 4     | 4       | 0      | 30      | 4     |
| 1991-92   | AC Milan | Serie A | 31      | 3     | -       | -      | 31      | 3     |
| 1992-93   | AC Milan | Serie A | 31      | 2     | 10      | 1      | 41      | 3     |
| 1993-94   | AC Milan | Serie A | 30      | 1     | 10      | 1      | 40      | 2     |
| 1994-95   | AC Milan | Serie A | 29      | 2     | 11      | 0      | 40      | 2     |
| 1995-96   | AC Milan | Serie A | 30      | 3     | 8       | 0      | 38      | 3     |
| 1996-97   | AC Milan | Serie A | 26      | 1     | 6       | 0      | 32      | 1     |
| 1997-98   | AC Milan | Serie A | 30      | 0     | -       | -      | 30      | 0     |
| 1998-99   | AC Milan | Serie A | 31      | 1     | -       | -      | 31      | 1     |
| 1999-00   | AC Milan | Serie A | 27      | 1     | 6       | 0      | 33      | 1     |
| 2000-01   | AC Milan | Serie A | 31      | 1     | 14      | 0      | 45      | 1     |
| 2001-02   | AC Milan | Serie A | 15      | 0     | 4       | 0      | 19      | 0     |
| 2002-03   | AC Milan | Serie A | 29      | 2     | 19      | 0      | 48      | 2     |
| 2003-04   | AC Milan | Serie A | 30      | 0     | 9       | 0      | 39      | 0     |
| 2004-05   | AC Milan | Serie A | 33      | 0     | 13      | 1      | 46      | 1     |
| 2005-06   | AC Milan | Serie A | 14      | 2     | 9       | 0      | 23      | 2     |
| 2006-07   | AC Milan | Serie A | 18      | 1     | 9       | 0      | 27      | 1     |
| 2007-08   | AC Milan | Serie A | 17      | 1     | 4       | 0      | 21      | 1     |
| 2008-09   | AC Milan | Serie A | 30      | 0     | 2       | 0      | 32      | 0     |
| Total     | Total    | Total   | 647     | 29    | 168     | 3      | 815     | 32    |

## Palmarès
AC Milan
- 2 Copes Intercontinentals: 1989, 1990
- 1 Campionat del Món de Clubs: 2007
- 5 Lligues de Campions de la UEFA: 1988-89, 1989-90, 1993-94, 2002-03, 2006-07
- 4 Supercopes d'Europa: 1989, 1990, 1994, 2003
- 7 Serie A: 1987-88, 1991-92, 1992-93, 1993-94, 1995-96, 1998-99, 2003-04
- 1 Copa italiana: 2002-03
- 3 Supercopes italianes: 1992, 1993, 2004